# Seropédica
Seropédica is een gemeente in de Braziliaanse deelstaat Rio de Janeiro. De gemeente telt 77.618 inwoners (schatting 2009).

## Aangrenzende gemeenten
De gemeente grenst aan Itaguaí, Japeri, Nova Iguaçu, Paracambi, Queimados en Rio de Janeiro.

## Verkeer en vervoer
De plaats ligt aan de wegen BR-116 en BR-465.